# Maloelap
Maloelap là một rạn san hô vòng trong 75 hòn đảo ở Thái Bình Dương. Nó là một huyện lập pháp của Quần đảo Marshall. Diện tích đất của nó là chỉ có 9,8 km² (3,79 dặm vuông), nhưng nó bao quanh một đầm phá rộng 972,7 km² (375,57 dặm vuông).
Hòn đảo lớn nhất trong quần đảo nằm trên vành san hô của rạn vòng là Taroa ở phía đông bắc, và Kaben ở phía tây bắc. Chỉ ba trong số các đảo khác trong đảo là có người sinh sống: Aerok, Ollet và Jang.
Đảo san hô Maloelap là nơi đầu tiên phê chuẩn hiến pháp Quần đảo Marshall.
Năm 1999, dân số của hòn đảo của đảo là 856 người.